# ロシアの映画

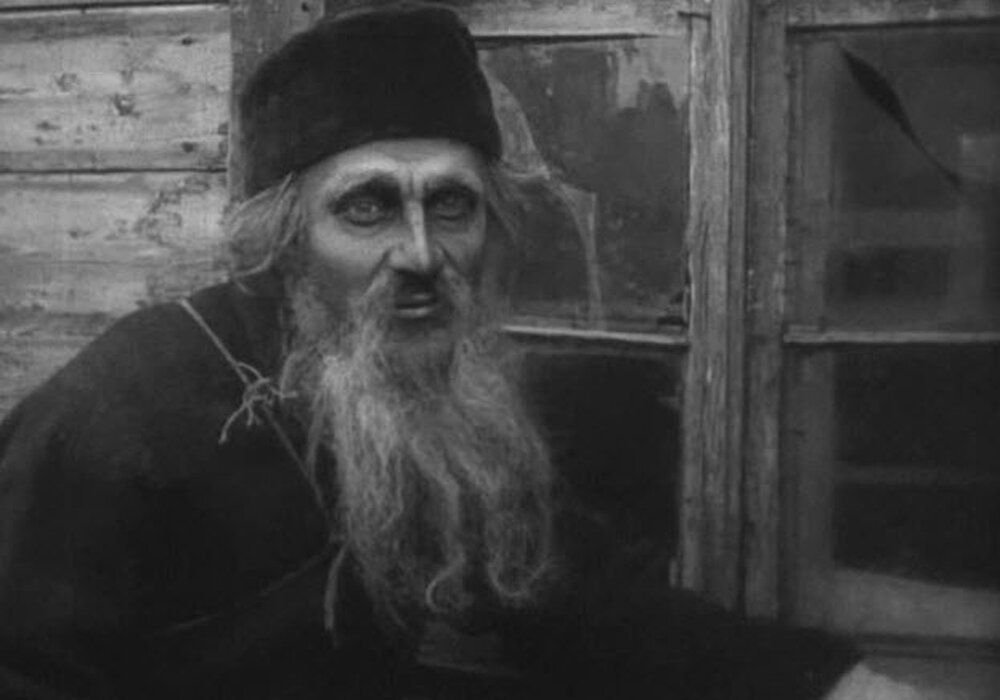
Father Sergius (1917)より。この作品はロシア帝国最後期に作られた。

ロシアの映画（ロシアのえいが、ロシア語:Кинематограф России）は、ロシア帝国時代に始まり、ソビエト連邦時代を経て現在に至る。

## ロシア帝国
詳細はロシア帝国の映画参照
1896年5月にモスクワとサンクトペテルブルクで、リュミエール兄弟によって映画の上映が行われたのがロシア帝国における映画史の始まりである。同じ月に、リュミエール兄弟のカメラマンであった Camille Cerf がクレムリンで行われたニコライ2世の戴冠式を撮影し、これがロシア帝国で作られた最初の映画となった。
1908年、プロデューサーの Aleksandr Drankov は、当時人気のあったフォークソングに歌われている出来事を基にした映画を制作、これがロシア初の物語映画となった。また、 Ladislas Starevich は1910年にロシア初のアニメ映画（ストップモーション・アニメーションを使用）を制作した。この時代に活躍した著名な映画監督にはヤーコフ・プロタザーノフやエフゲニー・バウエル、プロデューサーにはアレクサンドル・ハンジョンコフ、俳優にはイワン・モジューヒン、ヴェラ・ハロードナヤがいる。
第一次世界大戦中、輸入が大幅に減ったこともあり、1916年には499本もの映画が製作された。これは3年前と比べると3倍の量にあたる。
ロシア革命によって反帝政ロシア的な作品が作られるなど、更なる変化がもたらされた。1917年の "Father Sergius" (神父セルギイ) は初のソビエト映画と言えるかもしれない。

## ソビエト連邦
ソビエト連邦では、ウラジーミル・レーニンの「すべての芸術の中で、もっとも重要なものは映画である」という考えから国立映画学校を作るなど、プロパガンダの手段として映画が重要視された。
この時期、映画の中で最も多く使われたのはロシア語であったが、ソビエト連邦になってからは単にロシアで作られた作品以外にもアルメニア・ソビエト社会主義共和国、グルジア・ソビエト社会主義共和国、ウクライナ社会主義ソビエト共和国、リトアニア・ソビエト社会主義共和国、白ロシア・ソビエト社会主義共和国、モルダビア・ソビエト社会主義共和国などで作られた映画も含まれるようになる。同時に、ロシアの映画産業は国営化されており、ソビエト連邦共産党による独裁政治が提唱する哲学や法律に支配されていた。
ソビエト連邦下では、社会主義リアリズムが絵画や彫刻などの芸術のみならず、映画にも影響を及ぼした。この理念が提唱され規範化された1930年代初頭から40年代にかけての時期はスターリン独裁の確立強化と重なり合っており、イデオロギー的にも芸術的にも締め付けが最も厳しかった。だが、当時でさえ政府当局は映画を単なるプロパガンダの手段とみなしていたわけではない。ハリウッド映画への対抗心はスターリン自身にさえあった。
この時代の著名な作品としては、セルゲイ・エイゼンシュテインの『戦艦ポチョムキン』 (1925)、『アレクサンドル・ネフスキー』 (1938)、『イワン雷帝』 (1944)などがある。
第二次世界大戦終了後、いちはやくソ連ではじめてのカラー映画『石の花 』(1947)、『シベリア物語』(1947)、『クバンのコサック』(1949)など娯楽性の高い映画も、『エルベ河の邂逅』（1949）などの戦争体験に基づいた映画も作られている。スターリンの死後、「雪どけ」によって映画制作への締め付けが緩むと、国産映画は大衆の心をつかんだ。当局も国家の重要な収入源となった映画産業の維持発展にも腐心した。1950年代末から1960年代初めは、戦後ソ連映画の黄金時代の始まりであり、この時期の代表作としてカンヌ映画祭でグランプリを受賞した1957年の『鶴は翔んでゆく』 (en:The Cranes are Flying)や、1961年の英国アカデミー賞を受賞した『誓いの休暇』などがある。アンドレイ・タルコフスキーが『僕の村は戦場だった』でヴェネチア映画祭グランプリを受賞したのも、この頃である。
1960年代の雪解け期に作られたコメディーやラブロマンスの作品は世代を超えて視聴され、さらにテレビでの再放送やビデオ・DVDの販売の影響もあり現代でも人気が高い。
代表的な作品としてレオニード・ガイダイ監督の『作戦コード＜ウィー＞とシューリクのその他の冒険』(1965)、『コーカサスの女虜、もしくはシューリクの新しい冒険』(1967)、「ダイヤモンドの腕」（1968）、「イヴァン・ヴァシーリビッチは職業を変える」(1973)やエフゲニー・レオーノフが主演を務める1971年のコメディー「紳士諸君に幸あれ」、1975年のコメディータッチのメロドラマ「運命の皮肉、もしくはサウナ・ブルース」などがある。
またこれらの作品の特筆すべき点は、劇中のフレーズの多くが世代を超えて生きた慣用句として使われている点である。『コーカサスの女虜、もしくはシューリクの新しい冒険』を例とすると、この映画の中で出てくるフレーズを元に、誰かが「生きることはすばらしい」と言うと「すばらしく生きることはもっとすばらしい」と必ず返すといった具合である。
1970年代にはアンドレイ・タルコフスキーの『惑星ソラリス』や、Vladimir Motylの中央アジアでの赤軍のストーリーを描いた『砂漠の白い太陽』(1969)などがある。
70年代から80年代にかけての時期には、主要な映画スタジオ内でテレビ放映用の単発テレビ映画（телефильм）や連続テレビ映画（многосерийный телефильм）が制作された。これらテレビ放映用の作品は、キャストやスタッフが劇場公開用映画とはっきり差別化されておらず、予算や制作費を除けば劇場公開用映画と大きな違いはなく、フィルムも16ｍｍではなく35ｍｍが使用された。ソ連崩壊後も長い人気を誇る『シャーロック・ホームズとワトソン博士の冒険』（1980）等がその例である。
ソ連における映画産業の隆盛は、1960年代から80年代半ばまで、四半世紀に渡って続いた。この時期、国民一人当たりの平均的な年間映画館利用回数は12回～20回にも及び、大ヒット作の国内での観客動員数は4000～8000万人にも達した。ペレストロイカ初期の1986年には一見コミカルタッチなSFであるが、暗にソ連及び全体主義を風刺している作品『不思議惑星キン・ザ・ザ』、リアリズムのスタイルで同時代の家庭崩壊を客観的にとらえた『小さなヴェーラ』（87）が作られた。やがて、ペレストロイカの失敗による経済の混乱と共に映画産業も衰退した。ソ連時代最後のヒット作は、副業で外国人観光客目当ての高級娼婦をしている看護婦をヒロインとするメロドラマ『令嬢ターニャ』（89）であり、この頃になると作家映画にも混乱した世相が反映した終末論的な作品が目立った。

## ロシア連邦
ソ連の崩壊によって、ロシアや他の連邦国では実質的に良質な映画の製作がストップしてしまった。10年以上の間に制作されたのはソ連時代の全盛期に比べればわずかな数の映画で、その多くは評価が高かったものの幅広く公開されることはなかった。そうした作品の中にはニコライ・ドスタルの 『君はどこにいるの？』"Oblako-ray" (1991)　やニキータ・ミハルコフの『太陽に灼かれて』 (1994)などがある。ミハルコフが1998年に制作した『シベリアの理髪師』は、ハリウッド的な「ブロック・バスター」を目指した超大作だったが世界市場ではそれほど興行成績を上げられず、ロシア国内ではミハルコフが映画界での政治力を利用して個人で多額の国家予算を使ったとの批判を浴びた。
新しいロシア映画界では、芸術性よりも利益が追求される傾向がある。2000年代前半になると、ロシアの経済復興による国家助成金の増加や、人気テレビシリーズを足がかりに登場した新人達の映画界進出、彼らの登場を助けた有能なプロデューサー達の活躍が目立った。しかしながら、幾人かの映画監督たちは古い時代の映画監督からインスピレーションを受けていることを表している。"New Tarkovsky" (新しいタルコフスキー)と呼ばれることもあるアレクサンドル・ソクーロフは、タルコフスキーの映画との共通性は文化的伝統以外には何もないと発言している。『マザー、サン』、『エルミタージュ幻想』、『太陽』など優れた作品を生み出している。
その他にも、アンドレイ・ズビャギンツェフの『父、帰る』 (2003) や ボリス・フレーブニコフとアレクセイ・ポポグレプスキーの"Roads to Koktebel" (2003)、コンスタンチン・ロプシャンスキーの『醜い白鳥』（06）、といった作品は国際的に高い評価を得ている。 特にデビュー作『父、帰る』でヴェネツィア国際映画祭で金獅子賞を受賞したズヴャギンツェフは、第二作の『追放』"Izgnanie"(07)、第三作の『エレーナ』"Elena"（11）ともにカンヌ映画祭で受賞しており、国際的名声が確立されている。
2000年代初期、テレビや特別な劇場で放映されてきたアニメ映画が幅広く公開され、成功するようになっていった("Dobrynya Nikitich and Zmey Gorynych"、"Prince Vladimir"といった作品がある)。
現代でもロシア映画は国家主義的な目的に資することがある。たとえば、2007年公開の"1612" は、何故国民の休日が11月7日（ロシア革命）から11月4日（1612年にモスクワがポーランドから自由になった日）に変わったのか説明する内容となっている。
また、近年にはホラー・ファンタジーの『ナイト・ウォッチ』やその続編の『デイ・ウォッチ』などが世界中で公開されている。